# Громадянська війна у Великому князівстві Литовському (1389—1392)
Громадя́нська війна́ у Вели́кому князі́встві Лито́вському (1389—1392) — династичний конфлікт за владу у Великому князівстві Литовському та Руському між королем польським та великим князем литовським Ягайлом, його братом та намісником у Литві Скиргайлом та польською шляхтою з одного боку і князем гродненським, луцьким та берестейським Вітовтом, в союзі з Тевтонським орденом та за підтримки руських і литовських князів і дворян.
Війна 1389—1392 років була другим етапом династичного конфлікту у Великому князівстві Литовському між Гедиміновичами спричиненого відсутністю норм передачі престолу у цій молодій державі. Перший етап, Литовська громадянська війна (1381–1384), закінчився примиренням Вітовта та Ягайла на вигідних обом умовах. За час, який минув від неї, Вітовт значно укріпив свої сили у Великому князівстві та на Руських землях і став претендувати на великокняжий престол.

## Передумови

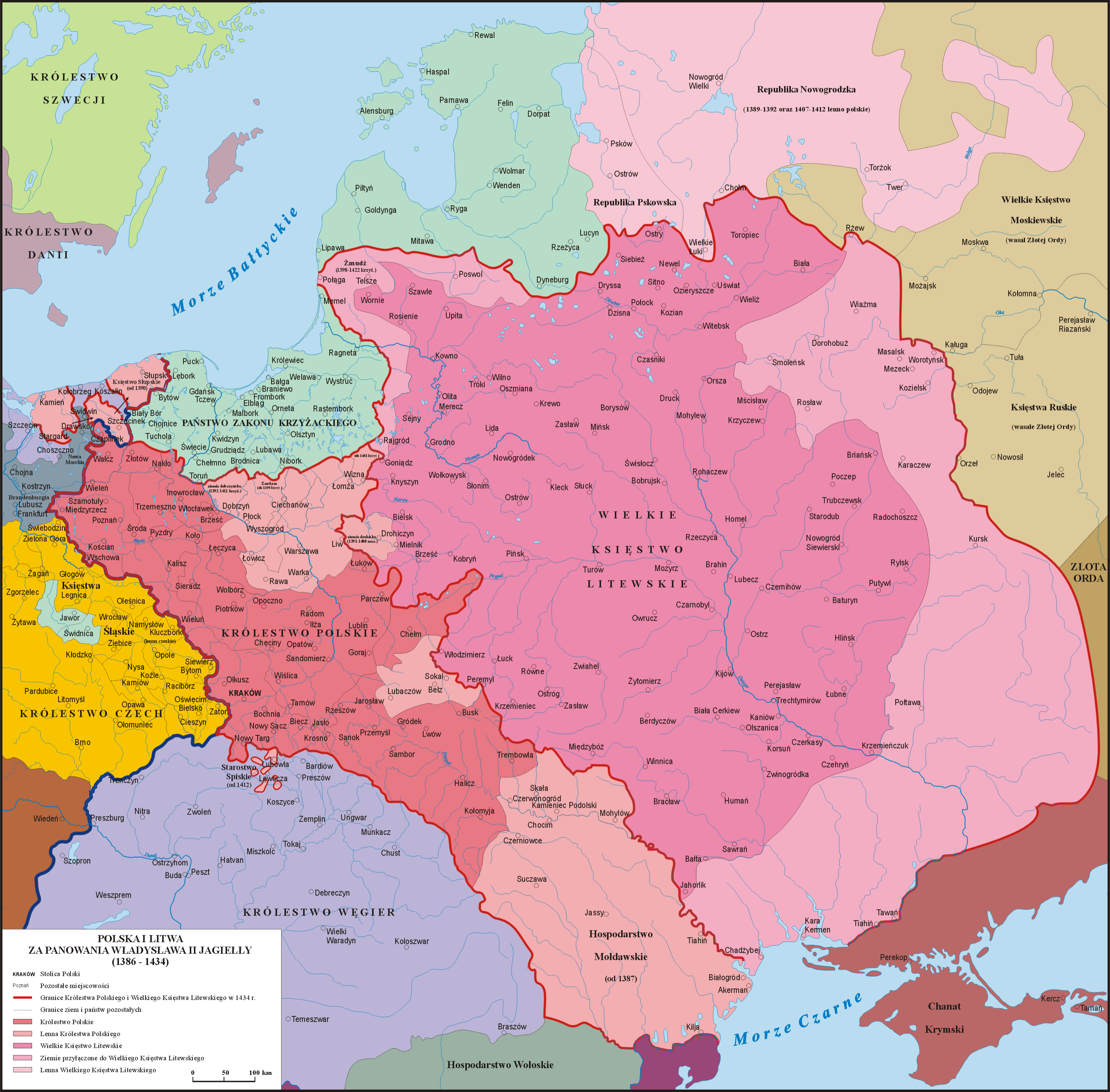
Велике Князівство Литовське, Руське і Жемайтійське (1386—1434).

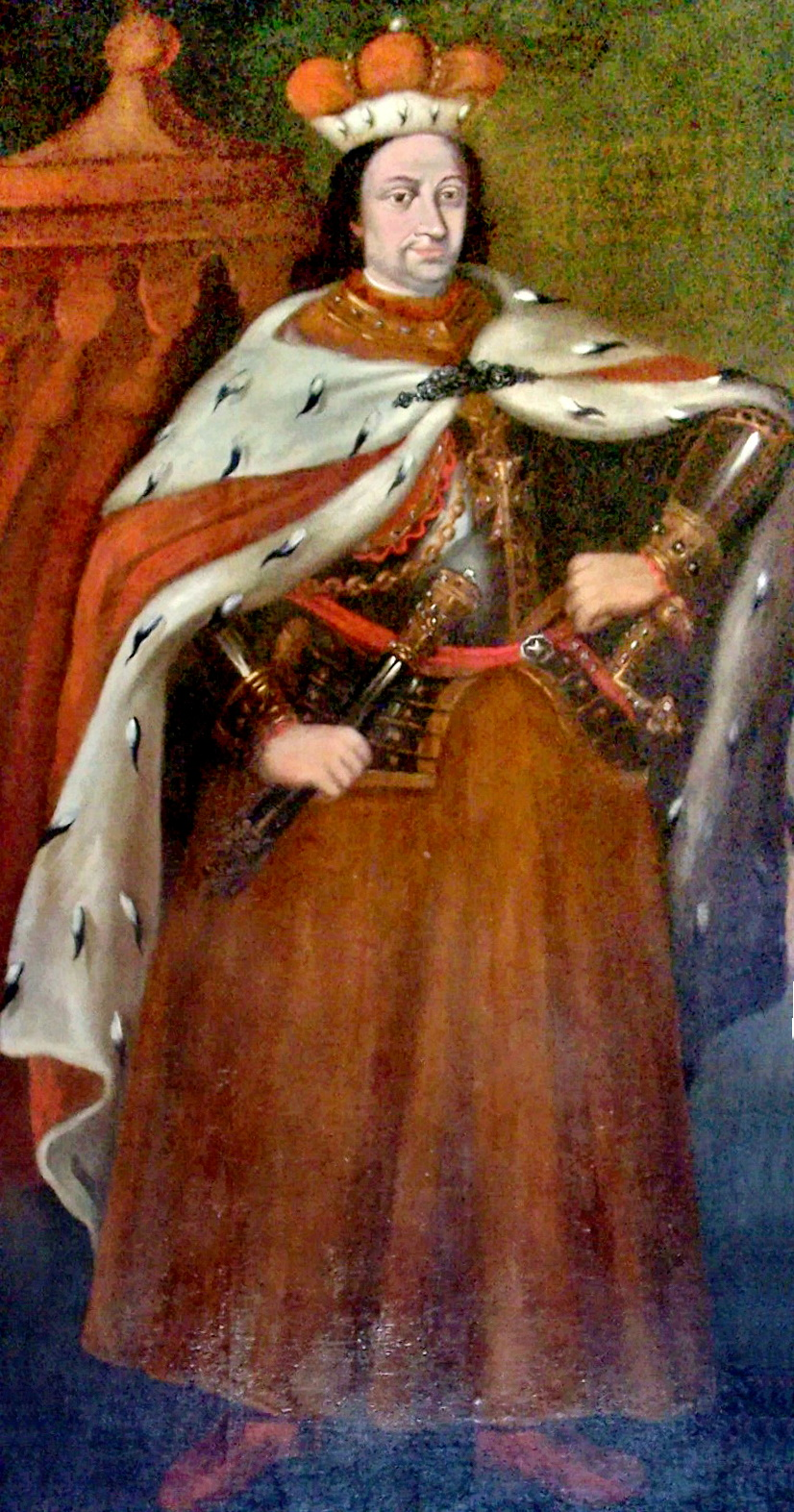
Великий князь Вітовт

Після шлюбу з польською королевою Ядвігою та підписання Кревської унії у 1385 році, Ягайла коронували польським королем Владиславом ІІ і він став правити з Кракова, титулуючи себе королем польським та великим князем литовським. Своїм намісником у Литві Ягайло залишив молодшого брата Скиргайла, який окрім того отримав Троцьке князівство, вотчину Кейстутовичів.
Згідно перемир'я укладеного між Ягайлом та Вітовтом у 1384 році останній мав отримати усю батькову спадщину, яка включала Троки, Гродно, Підляшшя та Жмудь. Однак Ягайло своєї обіцянки не дотримав, натомість надав Вітовту відібрану у Федора Любартовича Східну Волинь зі столицею у Луцьку, проте без жодного документального підтвердження, що викликало невдоволення Вітовта.
В цей ж час серед литовської знаті виникає опозиція пропольській політиці Ягайла, його активним спробам окатоличити населення та посадити на усі важливі пости поляків. На чолі опозиції і став незадоволений Вітовт, за допомогою якого литовські нобілі сподівалися позбавитись польського впливу та відновити самостійність Литовсько-Руської держави.

## Перебіг війни

### Кампанія 1390 року. Облога Вільно
У 1389 році, знаючи про хвилювання у Литві, Ягайло послав до Вільна Клеменса Москажевського разом з польським гарнізоном, що мало б стабілізувати ситуацію, однак ця акція мала зворотній ефект і ще більш підвищила градус суспільної напруги. Ягайло спробував дипломатично владнати назріваючий конфлікт між Вітовтом та Скиргайлом, і змусив Вітовта підписати договір за яким він зобов'язувався лояльно ставитись до Скриргайла, однак при цьому ніяк не гарантувалось володіння Вітовта на Волині. Вітовт почав обдумувати план захоплення влади, та вирішив скористатися підготовкою до весілля своєї єдиної дочки, Софії з великим князем московським Василієм Дмитровичем.
За легендарними відомостями, які подає польський хроніст Ян Длугош, під виглядом відправки до Вільна обозу з сіном, м'ясом та іншими продуктами Вітовт планував послати у місто своїх людей які мали б захопити Віленський замок. Проте цей план не вдалось втілити в життя через те що Вітовта видали німецькі шпигуни. Тевтонські ж джерела повідомляють що Вітовт наприкінці 1389 — на початку 1390 року у супроводі невеликого загону приїхав під стіни Вільна, сподіваючись що його впустять до міста та визнають великим князем. Проте гарнізон залишився вірним Скиргайлу та прогнав Вітовта.
У цій ситуації Вітовт вирішив піти на переговори з Орденом, пославши до тевтонців полоненого раніше лицаря Маркварда фон Зальцбаха. І вже 19 січня 1390 року, потай від Скиргайла та Ягайла, Вітовт уклав з тевтонцями Лікський договір, який підтверджував основні пункти укладеного ще під час попередньої війни договору у Кенгісбергу та передбачав воєнну підтримку Вітовту з боку Ордену. В обмін на це Вітовт зобов'язувався передати Ордену всю Жемайтію аж до ріки Невежі. Проте цього разу, уже обмануті якось Вітовтом тевтонці, стали вимагати від останнього заручників. Ними стало чимало впливових Вітовтових родичів та союзників: брати Сигізмунд і Товтивіл, дружина Анна, дочка Софія, сестра Римгайла, швагер, Іван Гольшанський та деякі інші представники литовської знаті які симпатизували Вітовту.
Таким чином Вітовту вдалось забезпечити собі сильну армію. Крім сил Ордену під його знамена почали стікатись численні лицарі з європейських держав: Франції, Англії та Священної Римської імперії. Вже у лютому 1390 року тевтонська армія, яку очолював великий маршал Енгельгард Рабе вирушила з орденських земель на Схід. Перейшовши Вілію тевтонці з'єднались з силами Вітовта та здобули замок Майшяголу, під час взяття якого загинуло близько 1000 оборонців. Після цього тевтонсько-литовська армія пішла на Кернов, однак його гарнізон підпалив замок і втік, дізнавшись про наближення сильної армії. Тевтонці спустошили околиці Кернова та вернулись у Пруссію.
Тим часом Ягайло не гаяв марно часу а розпочав кампанію проти Вітовта. Маючи лише близько 900 чоловік, наприкінці січня 1390 року, король захопив Луцький замок, який належав Вітовту та пішов на північ. Юрій Наримунтович Белзський та Іван Ольгимантович Гольшанський, соратники Вітовта які перебували на Волині були змушені втекти у Пруссію. На початку лютого після десятиденної облоги було взято Берестя, а 12 лютого — Кам'янець. Дізнавшись про це Вітовт спішно вирушив до Гродно де залишив командувати обороною Маркварда фон Зальцбаха, а сам вернувся у Пруссію, а 16 лютого замок обложив Ягайло. На допомогу йому прибули брати — Скиргайло, київський князь Володимир Ольгердович та князь новгород-сіверський Дмитро-Корибут. Того ж 16 лютого Вітовт вирушив у новий похід на Литву, який не приніс ніяких вагомих результатів, а вже в середині квітня 1390 року Гродно було взяте, через що стратегічне положення Вітовта значно погіршилось.
Тим часом раптово у Вітовта появились нові союзники в обличчі жемайтів. 26 травня 1390 року жемайтійська делегація уклала договір з хрестоносцями у Кенігсбергу, у якому вони визнавали Вітовта своїм «королем» та зобов'язувались допомагати йому у військових акціях.
Наприкінці літа велика тевтонська армія, до якої входили поміж іншими англійські лицарі, за підтримки союзних жемайтів знову вирушила в похід на Литву, маючи намір здобути Вільно для Вітовта. Підійшовши до Вілії хрестоносці зустріли на протилежному березі литовське військо Скиргайла яке перегородило їм шлях. Тоді тевтонці перейшли річку дальше по течії, вийшли литовським силам в тил та жорстоко їх розгромили. Залишки литовців сховались у замку Віссевальде (Вайшішки), який тевтонцям вдалось здобути 28 серпня 1390 року, при чому більшість захисників загинули, а в полон попали 3 литовсько-руських князів та 11 бояр, зокрема Семен Євнутович Ізяславський та Гліб Костянтинович Чарторийський.
Після цього об'єднана тевтонсько-литовська армія підійшла під Вільно, взяла штурмом дерев'яний «кривий город» та обложили муровані Верхній та Нижній Віленські замки. В ході облоги обидві сторони зазнали значних втрат: було вбито та взято в полон близько 7000 воїнів, серед загиблих були литовські князі Коригайло Ольгердович, який підтримував брата Скиргайла та племінник Вітовта, Конрад Войдатович. Однак 7 жовтня 1390 року, з огляду на значні втрати Вітовт був змушений відступити так і не взявши місто. Проте даний похід показав Ягайлу та Скиргайлу що навколо Вітовта зібралась значна коаліція, яка представляла для Литовсько-Руської держави серйозну загрозу.

### Бойові дії у 1391 році
Вернувшись з походу на Вільно до Прусії Вітовт видав свою дочку, Софію за великого князя московського Василія І та взявся збирати нову армію для чергового походу в Литву. Весною 1391 Ягайло приїхав в Литву та поставив новим комендантом Вільно замість Клеменса з Москожова польського лицаря Яна з Олесниці.
Тим часом до червня 1391 року в Прусії зібралось значне військо хрестоносців, до якого крім лицарів з німецьких земель входили французи, англійці та шотландці. 15 серпня тевтонська армія, очолювана новим великим магістром, Конрадом фон Валенроде та сили Вітовта вирушили у новий похід на литовські землі. Сили хрестоносців рухались вздовж Стреви та підійшли до Трок, які були спалені Скиргайлом та залишені, а Вітовт йшов в напрямку Вількомира. Місто було взято спільними силами, а місцевий гарнізон перейшов на сторону Вітовта. 20 вересня, взявши замок Віссевальде союзні сили мали намір йти на Вільно, проте відступили через нестачу припасів. Біля Ковно хрестоносці збудували замок Рітерсвердер який став новою резиденцією Вітовта.
В цей ж час якоїсь значної активності з боку Скиргайла не було, Ягайло передав Вільно іншому своєму братові, Віганду, таким чином зробивши його разом з Скиргайлом ще одним своїм намісником у Великому князівстві Литовському.
Осінню 1391 року Вітовт організував черговий похід. 30 листопада його війська здобули замок Маркенпілс, після чого вирушили на Гродно яке було взяте в облогу. Згодом до нього приєднався великий маршал Енгельгард Рабе із значним загоном хрестоносців. 22 грудня нападникам вдалось підпалити стіни замку, після чого литовсько-руський гарнізон полонив поляків які перебували там та здав фортецю Вітовту. 15 з 18 польських лицарів стратили, а литовцям та русинам було збережено життя.

### Завершення війни. Острівська угода
У наступному, 1392 році Вітовт продовжив свої виправи на Литовську землю з метою грабежу та захоплень територій. Вже зимою відбувся черговий похід в якому крім лицарів тевтонського ордену брали участь пілігрими з німецьких земель та Англії. Хрестоносці дійшли до Оліти та спустошили околиці міста. Після цього війська розділились, частина хрестоносців на чолі з Альбертом фон Карсофом пішла на Ліду під якою відбулась кровопролитна битва з русько-литовськими військами новгород-сіверського князя Дмитра-Корибута Ольгердовича. З багатою здобиччю лицарі повернулись до Пруссії.
У травні Вітовт з невеликим загоном лицарів спустошив район Медників у Жемайтії та вернувся в фортецю Ріттерсвердер біля Ковна яка була на той час його резиденцією. В цей час орденці взялись побудувати для Вітовта два нових форпоста: біля Гродна був збудований замок Нойгартен, а в гирлі ріки Нетти постав замок Меттенбург.
Влітку 1392 було здійснено останній похід в литовські землі очолити який Вітовт поручив своєму товаришу Іванові Гольшанському та Маркварду фон Зальцбаху. Не зустрівши опору хрестоносці дійшли до Свентян та пограбували околиці містечка.
Таким чином внаслідок успішних бойових дій до літа 1392 року Вітовт контролював частину території Великого князівства Литовського між Німаном та Пруссією від Гродна і до Ковна з резиденцією у Ріттерсвердері.
Бойові дії призупинились, та 28 червня 1392 року у Вільні був отруєний Віганд Ольгердович, другий намісник Ягайла у Великому князівстві. У його смерті небезпідставно звинуватили Вітовта, вплив якого у Литві ще більше посилився.
Дізнавшись про смерть брата, Ягайло зустрівся з Скиргайлом та своїми придворними й вирішив укласти з Вітовтом мир, повернувши йому Троки та інші володіння у Литві.
У липні в резиденцію Вітовта, Ріттерсвердер прибув майбутній лоцький єпископ, Генріх Мазовецький. Там він, незважаючи на свій духовний сан одружився з сестрою Вітовта, Рингайлою. Також Генріх повідомив Вітовта про те що Ягайло має намір вернути йому Троки та укласти мир.
Після цього, в кінці липня Вітовт спалив Ріттерсвердер, вирушив до Гродно де також спалив замки Нойгартен і Меттенбург, а звідти вирушив в напрямку Вільна. 8 серпня Вітовт прибув до помістя Острів де зустрівся з Ягайлом для мирних переговорів. У Острові було підписано три угоди: 2 з клятвою на вірність з боку дружини Вітовта, княгині Анни, і одне в якому сам Вітовт присягав на вірність Ягайлу та королеві Ядвізі і получав натомість Луцьк, Гродно, Брест а також Троки які належали Скиргайлу. Крім того Вітовт разом із останнім ставали намісниками Ягайла у Великому князівстві Литовському. Останні дослідження істориків також доводять що Вітовт не став самостійним великим князем литовским одразу після Островського договору.

## Наслідки
Після примирення з двоюрідними братами, формально залежний від Ягайла, Вітовт почав проводити активну централізаторську політику спрямовану на ліквідацію удільних князівств у Великому князівстві та укріплення своїх позицій. Протягом наступних кількох років були ліквідовані Вітебське і Подільське (1393), Смоленське (1395) та Київське (1397) князівства. В усіх захоплених землях Вітовт ставив вірних собі князів або намісників. Також великий князь почав активно освоювати південні рубежі Литовсько-Руської держави. За його правління значно поширилась українська територіальна колонізація на південь та схід, аж до Чорного моря. Вітовт, виконуючи плани «великого княжіння на всій руській землі», розбудовує на півдні українських земель систему опорних укріплень (в Брацлаві, Черкасах, Хаджибеї та ін. містах), ставить фортеці у південних степах (Дністровський лиман), здійснює у 1397—1398 рр. два переможних походи проти Золотої Орди.
До 1398 року Вітовтові вдалось стати фактично одноосібним правителем всього Великого князівства Литовського. Останнім кроком до здобуття політичної незалежності було розірвання васального договору з Ягайлом. Вітовт почав готуватись до нової війни, у рамках підготовки він 12 жовтня 1398 року уклав з тевтонцями таємний Салінський договір який передбачав спільні дії сторін у боротьбі з руськими князівствами, татарами та Польщею, а також передачу Ордену Жемайтії в обмін на військову підтримку. На святкуванні в честь підписання договору вірні Вітовту князі та бояри також одноголосно проголосили його «королем литовців та русинів».
Однак, поразка литовсько-руських військ у битві на р. Ворсклі 1399 р. від переважаючих сил золотоординських ханів Тимур-Кутлука та Едигея перекреслила мрії Вітовта про цілковиту незалежність від Польського королівства. Великий князь був змушений піти на зближення з Ягайлом, та укласти Віленсько-Радомську унію, яка перекреслювала попередні домовленості з Тевтонським Орденом. Невдовзі почалась війна з хрестоносцями яка завершилась для Литовсько-Руської держави і Польського королівства блискучою перемогою у битві під Грюнвальдом що ще раз підкреслило могутність та вплив Вітовта.